# Baraa
Baraa è una circoscrizione urbana (urban ward) della Tanzania situata nel distretto urbano di Arusha, regione di Arusha. Conta una popolazione di 12 498 abitanti (censimento 2012).